# Carlos Calderón López
Carlos Calderón López (Almansa, Albacete, 14 d'abril de 1995), conegut com a Carlos Calderón, és un futbolista espanyol que juga en la demarcació de davanter a la SD Logroñés de la Primera Divisió RFEF.

## Biografia
Després de formar-se com a futbolista en la disciplina del Llevant UE, finalment el 27 d'abril de 2014 va fer el seu debut amb l'equip filial en un partit contra el CF Reus Deportiu després de substituir Álvaro Traver. El 20 de juliol de 2015 va fitxar pel RCD Mallorca B, on va marcar el seu primer gol com a futbolista sènior el 21 de febrer de 2016 contra l'Eivissa Sant Rafel FC.
El 29 de juliol de 2016 va fitxar pel Getafe CF, sent assignat des d'un principi per a l'equip reserva. El 21 d'octubre de 2017 va fer el seu debut en la Primera Divisió d'Espanya després de substituir Amath Ndiaye en un partit contra el Llevant UE. Tres dies després va debutar en la Copa del Rei contra el Deportivo Alabès.
El 10 de juliol de 2018 va fitxar pel CD Lugo per a les següents tres temporades, però fou cedit a l'Internacional de Madrid el 31 d'agost.
El 2 de setembre de 2019, Calderón va rescindir el contracte amb els gallecs, i va signar pel CD Tudelano de Segona B, el següent gener.